# Tigidia mauriciana
Tigidia mauriciana là một loài nhện trong họ Barychelidae. Loài này phân bố ờ Madagascar.